# Aviazione Legionaria
L'Aviazione Legionaria (citata anche come Aviación Legionaria nella letteratura di lingua spagnola), fu un corpo di spedizione della Regia Aeronautica italiana che venne creato nel 1936 per fornire supporto logistico e tattico alle truppe guidate da Francisco Franco durante la guerra civile spagnola.

## Storia

### La creazione
Allo scoppio della guerra civile spagnola, il 17 luglio 1936, il generale Francisco Franco aveva sotto il suo comando circa 30 000 soldati marocchini e nazionali ed alcune unità di artiglieria, delle quali la maggioranza si trovava nel territorio africano e nelle isole Baleari.
Il grande problema di Franco era il trasporto delle truppe dal territorio marocchino al territorio nazionale. Così, il 24 luglio, Franco si rivolse al console italiano a Tangeri e poi direttamente all'addetto militare presso il consolato, il maggiore Luccardi, affinché convincessero Mussolini ad inviare dodici aerei da trasporto, dodici ricognitori, dieci caccia, 3000 bombe per aerei, quaranta mitragliatrici antiaeree ed almeno cinque navi da trasporto.
In un primo momento Mussolini, pur simpatizzando per Franco, rifiutò, ma il 25 luglio, sotto le spinte del genero Galeazzo Ciano (che aveva parlato con due rappresentanti monarchici spagnoli a riguardo dell'invio di circa trenta caccia ed equipaggiamenti da parte del governo francese, che sarebbero arrivati il 2 agosto) cambiò idea, e il 27 luglio diede l'ordine al sottosegretario della Regia Aeronautica, generale Giuseppe Valle, di inviare dodici bombardieri trimotori Savoia-Marchetti S.M.81, con relativi equipaggi e specialisti. Questa sarà la prima unità della futura Aviazione Legionaria.

### L'impiego operativo nel Tercio
La prima unità della futura Aviazione Legionaria partì dall'Aeroporto di Cagliari-Elmas all'alba del 30 luglio 1936. All'aeroporto sardo erano giunti tre ufficiali della Scuola di Navigazione di Altura di Orbetello, il gerarca Capitano Ettore Muti e il Tenente Colonnello Ruggero Bonomi.
Gli equipaggi e gli specialisti provenivano dal 7°, dal 10° e dal 13º Stormo, tutti volontari, ed erano forniti di abiti civili e documenti falsi. Agli apparecchi erano state cancellate tutte le insegne nazionali ed i distintivi di reparto per non creare incidenti diplomatici con i governi europei filo-repubblicani. Gli stessi aerei erano stati venduti con un finto atto al giornalista spagnolo Luis Bolin. Per evitare complicazioni internazionali, e per non essere coinvolto direttamente nel conflitto, venne adottato l'escamotage di inviare personale volontario. Infatti appena arrivato il colonnello Bonomi ed i suoi equipaggi vennero arruolati nel Tercio de extranjeros, costituendo il nucleo dell'Aviazione del Tercio che divenne poi l'Aviazione Legionaria.
Il viaggio, molto duro, durò circa sei ore e mezzo. Non tutti gli aerei, però, toccarono terra sull'aeroporto di Nador, nelle vicinanze di Melilla, nel Marocco spagnolo: il velivolo al comando del tenente Angelini cadde nel Mediterraneo, quello del tenente Mattalia si schiantò al suolo preso Saida (località marocchina sotto controllo francese) mentre un terzo aereo, ai comandi del tenente Lo Forte, compiuto un atterraggio di emergenza presso Berkane (altra località marocchina sotto controllo francese), fu sequestrato dalle autorità locali. I nove aerei superstiti, atterrati in terra marocchina, furono poi dotati di insegne nazionaliste  e trasferiti all'Aeroporto di Tétouan, dove il 4 agosto furono passati in rivista dal generale Franco. Nei giorni seguenti gli aerei, affiancati da un bimotore Douglas DC-2 trasformato in bombardiere, contribuirono al trasporto entro il 9 agosto di tutto il corpo di spedizione nazionalista. La prima missione avvenne il 6 agosto con la scorta di cinque piroscafi con a bordo 4.000 soldati, 4 batterie d'artiglieria, 2 milioni di cartucce e 12 tonnellate di altre munizioni, da Ceuta ad Algeciras. Le navi da guerra repubblicane che cercarono di intercettare le navi da trasporto vennero attaccate dagli aerei con bombe e raffiche di mitragliatrice, che le fecero desistere dal continuare l'azione, costringendole alla ritirata. Mussolini, incoraggiato dal successo di questa prima operazione, iniziò ad inviare sempre più costantemente mezzi, personale e munizioni.
Dopo il 9 agosto i bombardieri legionari si spostano all'Aeroporto di Siviglia.

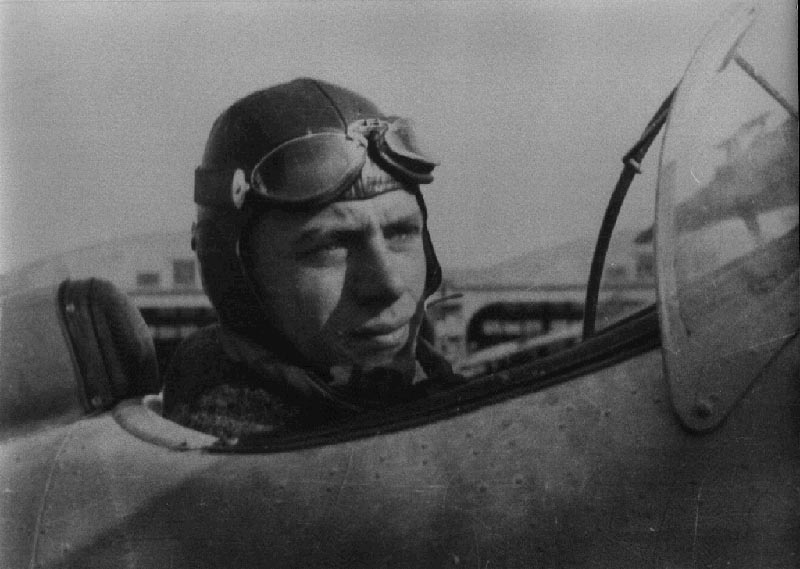
Giuseppe Cenni in Spagna a bordo di un Cr.32 della Cucaracha: a soli 21 anni fu tra i primi “assi” con 8 vittorie.

Il 14 agosto giunsero a Melilla (Marocco), nelle stive di navi da trasporto scortate dal Luca Tarigo (cacciatorpediniere), Antonio da Noli (cacciatorpediniere), Giovanni delle Bande Nere (incrociatore) e Muzio Attendolo (incrociatore) della Regia Marina, 12 dei 405 biplani da caccia Fiat C.R.32. Alla fine di agosto, con l'invio di altri aerei dello stesso tipo, venne formata a Cáceres la famosa squadriglia "Cucaracha" che il 21 agosto ottiene la prima vittoria con Vittor Ugo Ceccherelli sul cielo di Cordova.
Dalla sera del 31 agosto 3 SM 81 legionari contribuirono in maniera determinante alla felice conclusione della Battaglia di Maiorca dall'Aeroporto di Palma di Maiorca dove erano presenti alcuni C.R.32 comandati da Luigi Gallo.
Dopo questi primi invii ne seguirono altri sempre più numerosi: 68 trimotori Savoia-Marchetti S.M.81 "Pipistrello", 99 dei famosi e ottimi trimotori Savoia-Marchetti S.M.79 "Sparviero" e 16 Fiat B.R.20 "Cicogna". Gli SM.81 furono inquadrati nei ranghi nel 21º Stormo da Bombardamento Pesante e nella 251ª Squadriglia e 252ª Squadriglia Pipistrelli delle Baleari del XXV Gruppo. Le "Cicogne" andarono ad equipaggiare il XXXV Gruppo Autonomo Bombardamento Veloce dotato della 230ª e 231ª Squadriglia da bombardamento veloce. In più arrivarono 12 Breda Ba.65, 16 Caproni Ca.310, 10 Caproni A.P.1, e 36 ricognitori IMAM Ro.37 Lince. Ulteriori 25 IMAM Ro.41, 6 Breda Ba.28, e qualche Fiat C.R.20B furono inviati e utilizzati come addestratori.

### L'Aviazione Legionaria
Il 28 dicembre 1936, l'Aviacion de el Tercio comandata da Bonomi, composta da un gruppo di S. 81, un gruppo di Ro. 37, 4 squadriglie di C. R. 32, un gruppo spagnolo di Junkers ed una squadriglia spagnola di Ro. 37, con le basi di Siviglia, Arenas de San Pedro, Caceres e i campi di Cordova, Granada, Navalmoral, 3 campi di Talavera e 2 di Torrijos, termina l'attività e nasce l'Aviazione Legionaria costituita di reparti di aerei italiani e di personale volontario italiano agli ordini di Vincenzo Velardi.
Contemporaneamente fu creata a Palma di Maiorca l'Aviazione Legionaria delle Baleari, che avrebbe conservato per tutta la durata della guerra un'ampia autonomia operativa. 
Nell'aprile del 1937 furono inoltre inviati sull'idroscalo di Alcúdia, per assistere le unità navali, nove idrovolanti monomotori CANT Z.501, a cui si aggiunsero, nel luglio 1938, quattro idrovolanti trimotori pesanti CANT Z.506.
Nel marzo del 1939 vennero inviati undici dei nuovi caccia monoplani Fiat G.50 (dislocati presso la base di Ascalona), assegnati al Gruppo Sperimentale Caccia che però non presero parte ai combattimenti.
Il 30 marzo 1939, al termine delle operazioni nella Spagna repubblicana, si scioglieva il Comando dell’aviazione legionaria.
L'Aviazione Legionaria delle Baleari fu sciolta invece il 30 maggio 1939, due mesi dopo la vittoria di Franco e la cessazione delle operazioni militari.

### Bilancio e conseguenze
Alla fine del conflitto, le unità legionarie totalizzarono 135.265 ore di volo, con all'attivo 5.318 operazioni e 11.524 tonnellate di bombe, distruggendo 903 velivoli nemici e 224 unità navali. Nelle operazioni morirono 171 italiani, ci furono 192 feriti e vennero persi 74 caccia, 8 bombardieri, due assaltatori e due ricognitori abbattuti o distrutti. I caduti ammontarono a 193 tra ufficiali e sottufficiali, dei quali ben 54 furono decorati con Medaglia d'oro al valor militare.
Gli equipaggi italiani parteciparono anche a numerose missioni di bombardamento strategico soprattutto contro Barcellona, la Catalogna e la zona di Valencia. Fra queste operazioni si annoverano anche i bombardamenti del marzo 1938 su Barcellona, i quali causarono, secondo le stime di alcuni storici, tra gli 880 e i 1300 morti e tra i 1500 e i 2000 feriti fra la popolazione civile. Le cifre ufficiali, fornite dalla Generalità di Catalogna rese pubbliche il 26 marzo, segnalarono 875 morti (di cui 118 bambini), ma nei giorni seguenti furono registrate altre 49 persone in più, portando il totale a 924 vittime. Inoltre le stesse cifre ufficiali riportano 48 edifici distrutti e 78 gravemente danneggiati.
Il 10 giugno 1939 gli ultimi 1.800 aviatori degli equipaggi dell'Aviazione Legionaria si imbarcavano a Cadice per tornare in Italia sulla motonave Duilio (transatlantico). Sbarcati a Genova qualche giorno dopo furono passati in rivista da Sua Maesta Vittorio Emanuele III, accompagnato dai generali Adriano Monti e Giuseppe Valle.
Il rapporto tra risultati ottenuti e uomini e mezzi persi, ritenuto positivo, indusse i vertici della Regia Aeronautica a pensare che i mezzi impiegati fossero validi, quando in realtà l'epoca dei biplani e dei trimotori era al tramonto; divenne evidente la necessità di montare la radio su tutti i velivoli e che il puntamento per lo sgancio delle bombe non poteva più essere fatto a vista, ma con strumenti appositi. Questi errori di valutazione si rivelarono decisivi quando l'Italia entrò in guerra nel 1940.

### La denuncia di crimini di guerra
Nel 2011 due civili di Barcellona presentarono una querela all'Audiència Nacional contro i piloti ancora in vita dell'Aviazione Legionaria, per crimini di guerra commessi con i bombardamenti su Barcellona durante la Guerra civile. I querelanti furono Anna Raya (che all'epoca dei fatti aveva otto anni e rimase ferita alla testa durante un bombardamento il 1º ottobre 1937) e Alfons Cánovas (diciannovenne all'epoca dei fatti, suo padre rimase ucciso in un bombardamento contro il porto di Barcellona il 19 gennaio 1938). La querela fu presentata con il supporto di due associazioni: la Comissió de la Dignitat (un'organizzazione che si occupa del recupero di documenti confiscati dal regime franchista) e AltraItalia (un'associazione di italiani residenti a Barcellona). I querelanti chiedevano allo Stato italiano il riconoscimento dei crimini e una dichiarazione ufficiale di scuse. Nel 2015 il Comune di Barcellona si costituì parte civile nel processo.
Secondo un'altra fonte, i maggiori danni erano stati causati dalla deflagrazione di un autocarro militare carico di esplosivi che, contro le tutte disposizioni, stava transitando in una calle poco distante dal porto per accorciare il tragitto verso una lontana polveriera, perciò l'accusa di crimini di guerra deve essere ridimensionata.

## Unità complessivamente impiegate
Oltre agli aerei, vennero forniti numerosi uomini addestrati con oltre 6.000 effettivi (5.699 militari e 312 civili) impiegati a rotazione. Questi uomini andarono a costituire la maggior parte dei reparti aerei a disposizione dei nazionalisti. Oltre ad appoggiare le forze terrestri, le unità legionarie colpirono più volte città e porti spagnoli, quali Barcellona, Madrid, Alicante, Valencia, Almería e molte altre. Queste operazioni ostacolarono notevolmente i rifornimenti delle unità repubblicane.

Ernesto Botto detto Gamba di Ferro in uniforme del Tercio

Alla fine del conflitto i mezzi inviati furono 721. Di questi, alla fine della guerra ne rimasero 276, che poi furono ceduti tutti alla neonata aviazione spagnola.
Possono essere così suddivise:
| Caccia                         |     |
| Fiat G.50                      | 12  |
| Fiat C.R.32                    | 405 |
| IMAM Ro.41                     | 25  |
| Bombardieri                    |     |
| Savoia-Marchetti S.M.81        | 65  |
| Savoia-Marchetti S.M.79        | 99  |
| Fiat B.R.20                    | 16  |
| Breda Ba.65 (aereo da assalto) | 23  |
| Addestratori/Ricognitori       |     |
| IMAM Ro.37bis                  | 36  |
| Caproni Ca.310                 | 16  |
| Caproni A.P.1                  | 10  |
| Breda Ba.28                    | 6   |
| Idrovolanti                    |     |
| CANT Z.501                     | 9   |
| CANT Z.506                     | 4   |
| Totale                         | 724 |

## Distintivi ottici di riconoscimento
Il simbolismo di riconoscimento applicato alla flotta aerea era basato sulle coccarde posizionate sulle superfici superiore ed inferiore delle ali e da un distintivo di coda posizionato sul timone.
Il primo era costituito da un cerchio completamente nero, personalizzato in seguito con simboli bianchi che andavano da una semplice croce a disegni che facevano riferimento ai comandanti delle squadriglie della Legione Condor e dell'Aviación Nacional. Il distintivo di coda riproduceva una semplice croce nera in campo bianco, rimasta anche nell'adozione dei definitivi colori del successivo Ejército del Aire.

## La canzone dei piloti trimotori SM81 "Falchi delle Baleari"
I piloti dei trimotori SM81 "Falchi delle Baleari" avevano una canzone sull'aria di una canzonetta in voga all'epoca:
"Di 81 noi siam pilotoni
abbiam tripli motori e coglioni
bombardiamo il mondo inter
viva sempre i bombardier"

## Assi dell'Aviazione Legionaria Italiana
| Nome                   | Centri |
| Bruno di Montegnacco   | 15     |
| Guido Presel           | 12     |
| Adriano Mantelli       | 10     |
| Guido Nobili           | 9      |
| Andrea Zotti           | 9      |
| Giuseppe Cenni         | 8      |
| Enrico Degli Incerti   | 8      |
| Giuseppe Aurili        | 7      |
| Giuseppe Majone        | 7      |
| Vittorino Daffara      | 6      |
| Armando François       | 6      |
| Gianlino Baschirotto   | 6      |
| Ernesto Botto          | 5      |
| Corrado Ricci          | 5      |
| Luigi Monti (aviatore) | 5      |

## Comandanti dell'Aviazione Legionaria
- col. Ruggero Bonomi, dal 30 luglio 1936 al 28 dicembre 1936
- gen. b.a. Vincenzo Velardi, dal 28 dicembre 1936 al maggio 1937
- gen. b.a. Mario Bernasconi, dal maggio 1937 al novembre 1938
- gen. b.a. Giuseppe Maceratini, dal novembre 1938 all'aprile 1939 [33]